# Troilus (genus)
Troilus is een geslacht van wantsen uit de familie van de schildwantsen (Pentatomidae). De wetenschappelijke naam werd gepubliceerd door Stål in 1867.

## Soorten
Het geslacht bevat de volgende soorten:

- Troilus luridus (Fabricius, 1775)
- Troilus testaceus Zheng & Liu, 1987